# Ижицкий, Михаил Викентьевич
Михаил Викентьевич Ижицкий (1865—?) — русский военачальник, генерал-майор.

## Биография
Михаил Ижицкий родился 11 января (23 января по новому стилю) 1865 года в православной семье.
В службу вступил 27 января 1882 года. Окончил Одесское пехотное юнкерское училище (1885). Был выпущен в 56-й пехотный Житомирский полк. Подпоручик (ст. 06.04.1885). Состоял в запасе армейской пехоты с 26.06.1888 по 07.04.1891. Поручик (ст. 17.01.1892).
Окончил Николаевскую академию генштаба (1895; по 1-му разряду). Штабс-капитан (ст. 20.05.1895). Состоял при Кавказском военном округе. Начальник строевого отдела штаба Карсской крепости (01.04.1896-01.08.1900). Старший адъютант при управлении Уссурийской конной бригады (01.08.1900-01.01.1901). Начальник строевого отдела штаба Владивостокской крепости (01.01.1901-30.10.1903). Цензовое командование ротой отбывал во 2-м Владивостокском крепостном пехотном полку с 01.01.1902 по 01.01.1903. Штаб-офицер при управлении 8-й Восточно-Сибирской стрелковой бригады с 30 октября по 9 декабря 1903 года. Командующий Николаевским крепостным пехотным полком (09.12.1903-06.12.1904). Полковник (ст. 06.12.1904). Командир Николаевского крепостного пехотного полка (06.12.1904-11.04.1906).
Михаил Викентьевич Ижицкий состоял в прикомандировании к Главному штабу (11.04.-19.12.1906). Затем состоял в прикомандировании к штабу Приамурского военного округа (19.12.1906-07.04.1908). Командир 30-го Сибирского стрелкового полка с 7 апреля 1908 года.
Участник Первой мировой войны. Генерал-майор (пр. 15.02.1915; ст. 15.09.1914; за отличия в делах…). В апреле 1915 года — командующий тем же полком. Состоял в резерве чинов при штабе Двинского военного округа с 16 июля 1915 года.
Дальнейшая судьба неизвестна. В Списке генералам на 1.8.1916 года Михаил Викентьевич Ижицкий не значился.

## Награды
- Награждён орденом Св. Георгия 4-й степени (26 апреля 1915) и Георгиевским оружием (28 апреля 1915).
- Также награждён орденами Св. Станислава 3-й степени (1899); Св. Анны 3-й степени (1904); Св. Станислава 2-й степени (1907); Св. Анны 2-й степени (1909; 1910).